# Колденен Темир
Колденен Темир (каз. Көлденең Темір, до 2008 г. — Кузнецовское) — село в Мугалжарском районе Актюбинской области Казахстана. Входит в состав Журынского сельского округа. Находится примерно в 21 км к юго-западу от центра города Кандыагаш. Код КАТО — 154845400.

## Население
В 1999 году население села составляло 335 человек (168 мужчин и 167 женщин). По данным переписи 2009 года, в селе проживали 253 человека (129 мужчин и 124 женщины).